# Колычев, Николай Владимирович
Никола́й Влади́мирович Колычев (24 октября 1959, Мурманск — 6 июня 2017, Кандалакша) — российский поэт, прозаик и переводчик, член Союза писателей России.
Автор восемнадцати книг, опубликованных в Москве и Мурманске. Публиковался в журналах и коллективных сборниках «Север», «Нева», «Аврора», «Роман-газета 21 век», «Наш современник», «Под сенью Трифона», «Наука и бизнес на Мурмане», «Мир Севера», альманахах «Поэзия», «День поэзии», «Площадь Первоучителей», «Турнир» и др.

## Биография
Николай Владимирович Колычев родился в 1959 году в городе Мурманске.
Мать — Аполлинария Петровна Колычева, медицинский работник, заведующая детским садом, косметолог. Отец — Владимир Николаевич Колычев, инженер пароходства.
Учился в Ленинградском арктическом училище (1975—1977), но был отчислен за недисциплинированность.
Служил в армии инструктором учебной части.
Жил в Мурманске, Кандалакше, поселке Лувеньга, деревне Колвица Мурманской области, учился фермерскому делу в Норвегии.
Работал шофером, кладовщиком-раздатчиком, руководителем художественной самодеятельности, слесарем, фермером (1989—1998), журналистом, кочегаром.
Литературной деятельностью начал заниматься после возвращения из армии. Публиковался в периодической печати и поэтических сборниках с 1982 года. Первый сборник стихов «Цветы и люди» выпущен Мурманским книжным издательством в 1987 году.
Член Союза писателей СССР (1990), член Союза писателей России (1991)
Лауреат Большой литературной премии России (2009), премии «Ладога» им. А. Прокофьева (2005), премии «Неизбывный вертоград» им. Н. Тряпкина (2007), премии читательских симпатий «Открытая книга» как самый читаемый поэт Мурманской области и др.
Призёр Международного поэтического конкурса Международного общества пушкинистов (Нью-Йорк), посвященного 300-летию Санкт-Петербурга (2003)
Дипломант Московского международного конкурса поэзии «Золотое перо» (дважды)
Лауреат межрегионального фестиваля песни и поэзии «Серебряная псалтирь» (2005, г. Дубна).
Был стипендиатом «Фонда мира» и Литфонда Союза писателей России.
Награждён Памятной медалью «Великий русский писатель лауреат Нобелевской премии М. А. Шолохов 1905—2005» за гуманизм и служение России (2004); памятной медалью «В ознаменование 90-й годовщины образования СССР» (2012); памятной медалью «200-летие М. Ю. Лермонтова» (2014); памятной медалью имени Николая Рубцова (2017); почётным знаком «За заслуги перед городом Кандалакша» (2014).
Принимал участие в возрождении Дня славянской письменности и культуры в СССР.
Сочинял и исполнял песни на свои стихи.
С 1998 года жил в Мурманске.
Умер от инсульта в Кандалакше 6 июня 2017 года.
Похоронен Николай Колычев на Городском кладбище Мурманска, в секторе №44.

## Творчество
Первые же поэтические публикации Николая Колычева, появившиеся в периодических изданиях (1982), вызвали интерес специалистов.
Между первым поэтическим сборником «Цветы и люди», вышедшим в кассете «Первая книга стихов» (1987) и вторым — «Учусь грустить и улыбаться» (1990), последовал ряд публикаций в толстых журналах «Нева», «Север», альманахе «Поэзия». Первый большой гонорар поэт получил за публикацию в «Молодёжном календаре» (Политиздат).
Расцвет поэтического таланта Николая Колычева пришёлся на период перестройки и 90-е годы XX в. В 1993 г. выходит третья книга стихов «Звонаря зрачок», на долгие годы ставшая знаковой для творчества поэта. В 1995 г. она переиздается в двуязычном (русско-финском) варианте, вызвавшем восторженные отзывы финских коллег поэта. В сборник вошли стихи фермерского периода жизни и творчества Николая Колычева, и отражали боль поэта за разрушение России и деревни, человеческой личности, души. Крестьянской теме, бедам российской деревни перестроечного и постперестроечного периода также посвящён эмоционально насыщенный очерк «Как я был крестьянином в России и Норвегии», опубликованный журналом «Север» в 1995 г.
Творчество Николая Колычева условно можно разделить на два периода. Первый (до 2012) — следование лучшим традициям классической русской поэзии. Во втором периоде (с 2013) — поиск новых поэтических форм. В поэзию Колычева добавляются врубелевские нотки — резкие, несколько рваные. Стихи второго периода несут в себе мощный эмоциональный заряд, однако литературные критики отмечают излишнюю публицистичность поэзии Николая Колычева позднего периода.
Писал поэт и для детей разного возраста. (Поэтические сборники «Мур-манчанка», «Мурманские ступеньки», «Косолапые ботинки», «Детские стихи», сказочная повесть «Нюфоцей Бэч» по оригинальной идее Александра Хмеля).
Музыкальность стихов Н. Колычева способствовала тому, что многие из них стали песнями, и исполняются профессиональными и самодеятельными певцами. Н. Колычев — автор песни, ставшей гимном Кандалакши.
Николай Колычев — автор исторического романа «Феодорит», посвященной святому русского Севера Феодориту Кольскому, юмористической повести «Завтра вылетаем!», рассказов и публицистических очерков, неоконченной пьесы о святом русского Севера Трифоне Печенгском.
Николай Колычев — составитель ряда поэтических сборников .
Интересно проявил себя поэт и в качестве переводчика. По подстрочни .
В последние годы работал в содружестве с заслуженным художником России Анатолием Сергиенко.

## Книги
- Цветы и люди (1987)
- Учусь грустить и улыбаться (1990)
- Звонаря зрачок (2 издания)(1993, 1995 — русское финское изд.)
- И вновь свиваются снега… (1997)
- Зримо (1998)
- Детские стихи (1999)
- Косолапые ботинки (2000)
- Поэты выпадают в небо…(2000)
- Ты люби меня, люби меня… (2004)
- Есть у каждого Русь изначальная (2005)
- Гармония противоречий (2007)
- Мур-манчанка (2007)
- Мурманские ступеньки (2008)
- Куда ты уйдешь? (2011)
- Я выживу (2012)
- Некрасивое (2013)
- Весна грядущая (2016)
- Нюфоцей Бэч (2016)

Редактор и участник сборников:
- Духовная поэзия Севера: Мурманская антология (2000)
- Север на уровне сердца (2004)

Публиковался в сборниках (кроме указанных выше):
- Братина. Вып. 4. — М., 2004.
- Будь человеком, человек! — Мурманск: МГОДЮБ, 1997.
- Живое Севера дыханье. — Мрманск: Север, 2000.
- Здесь начинаются дороги. — Архангельск: Barents publisher, — 2001.
- Мурманск, здравствуй! — Мурманск: МГОДЮБ, 2011.
- На вершине земли Кольской. — Апатиты: Книжное издательство, 2006.
- О наших памятниках славных… Стихи о памятниках Мурманска. — Мурманск: МГОДЮБ, 2013.
- Свет слова в Заполярье: антология литературы Мурмана. — Мурманск: Север, 2008.
- Снегири. — Петрозаводск: Северное сияние, 2013.
- Судьба моя — Оленегорск. — Мурманск, 2014.
- Щедра Россия словом родниковым. — Мурманск: Опимах, 2012.
- Я люблю мое Заполярье… Поэтический фотоальбом — М.: Красный пролетарий, 2006 и других.

Переводы:
- Хюнюнен М. Безымянный остров камней: Стихи /Худож. пер. с фин. Н. В. Колычева. Мурманск: Доброхот, 2011.